# Красноселівка (Пологівський район)
Красносе́лівка — село в Україні, у Федорівській сільській громаді Пологівського району Запорізької області.
 Населення становить 106 осіб. До 2019 орган місцевого самоврядування - Федорівська сільська рада.

## Географія
Село Красноселівка знаходиться на одному з витоків річки Янчул, на відстані 2,5 км від села Мережне.

## Історія
- 1800 — дата заснування.
- 12 червня 2020 року, відповідно до Розпорядження Кабінету Міністрів України від № 713-р «Про визначення адміністративних центрів та затвердження територій територіальних громад Запорізької області», увійшло до складу Федорівської сільської громади.[1]
- 17 липня 2020 року, в результаті адміністративно-територіальної реформи та ліквідації колишнього Пологівського району (1923-2020), село увійшло до складу новоутвореного Пологівського району.[2]